# 4e Régiment d'hélicoptères des Forces Spéciales
Il  4e Régiment d'hélicoptères des Forces Spéciales è una unità dell'Armée de terre francese costituita nell'agosto del 2009 da un distaccamento di una unità dell'Aviation légère de l'armée de terre già destinata dal 1997 a supporto delle forze speciali francesi. L'unità è di base a Pau (Francia) nei Pirenei e dipende dal comando per le operazioni speciali.

## Compiti
Il principale compito di questa unità è quello di trasportare e sostenere le forze speciali francesi in qualsiasi missione.

## Organizzazione
Il reggimento è diviso in 6 squadriglie per operazioni speciali.
- EOS 1 : dispone di 5 elicotteri AS-532 Cougar e 2 elicotteri Puma
- EOS 2 : dispone di 12 elicotteri Gazelle
- EOS 3 : dispone di 9 elicotteri EC-725
- EOS 4 : dispone di 5 elicotteri Puma
- EOS 5 : dispone di 2 elicotteri Puma
- EOS 6 : dispone di 1 elicottero Eurocopter EC-665 Tigre

Le squadriglie 4 e 5 fanno parte di un gruppo interforze a sostegno della Gendarmerie Nationale.